# Leptogaster bancrofti
Leptogaster bancrofti là một loài ruồi trong họ Asilidae. Leptogaster bancrofti được Ricardo miêu tả năm 1912. Loài này phân bố ở miền Australasia.